# Sybil Connolly

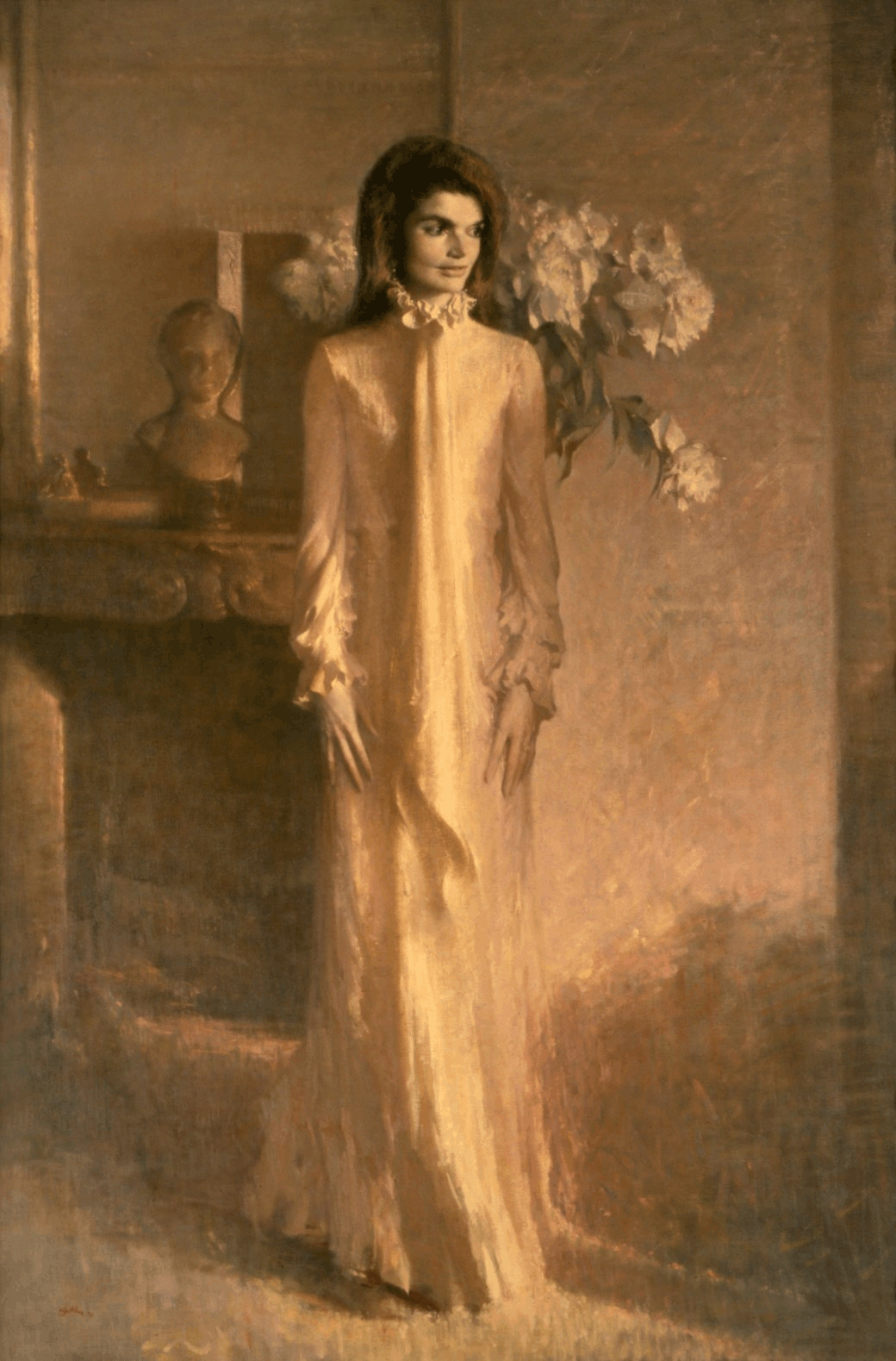
Jackie Kennedy in einem Kleid von Sybil Connolly auf dem offiziellen Porträt im Weißen Haus. Gemälde von Aaron Shikler

Sybil Veronica Connolly (* 24. Januar 1921 in Swansea; † 6. Mai 1998 in Dublin) war eine irische Modeschöpferin. Sie gilt als die erste Modedesignerin ihres Landes, die internationales Renommee erlangte.

## Biographie
Sybil Connolly wurde als Tochter einer walisischen Mutter und eines irischen Vaters in Wales geboren. Ihr Großvater mütterlicherseits unterrichtete sie in griechischer Philosophie, in anderen Fächern wurde sie von Privatlehrern unterrichtet. Nach dem Tod des Vaters im Jahre 1936 zogen Mutter und Tochter nach Waterford in Irland, wo Connolly zwei Jahre lang im Sisters of Mercy Convent ausgebildet wurde.
Mit 17 Jahren begann Connolly in London eine Ausbildung als Schneiderin bei Bradley's, einer angesehenen irischen Firma, die Queen Mary zu ihren Kunden zählte. Sie war bei Anproben im Buckingham Palace anwesend, um, wie sie später berichtete, „die Stecknadeln zu halten“.
1940 ging Connolly nach Dublin zum Modehaus Richard Alan. Dort arbeitete sie als Managerin unter dem französischen Designer Gaston Mallet, der zuvor bei Balmain tätig gewesen war. Er verließ das Haus 1952, und Sybil Connolly wurde seine Nachfolgerin. Die Herausgeberin des Modemagazins Harper’s Bazaar, Carmel Snow, die ebenfalls aus Irland stammte, brachte 1953 Presse und Käufer aus den USA nach Irland, wo ihnen Sybil Connollys Kollektionen bei einem Dinner bei Kerzenschein in Dunsany Castle vorgeführt wurden. Als Connolly anschließend selbst in die USA reiste, waren Kreationen von ihr unter der Überschrift Irish Invade Fashion World auf der Titelseite des Magazins Life zu sehen. In den folgenden Jahren arbeitete sie mit den Kaufhäusern Bloomingdale’s und Lord & Taylor zusammen. Sie kleidete viele Hollywood-Stars ein, darunter Julie Andrews, Adele Astaire und Elizabeth Taylor. Jackie Kennedy trug eines von Sybils gefalteten Leinenkleidern für ihr offizielles Porträt im Weißen Haus.
1957, im Alter von 36 Jahren, gründete Sybil Connolly ihre eigene Couture-Linie und zog in das georgianische Gebäude 71 Merrion Square, einem prominenten Platz in Dublin, „das Haus, das auf Leinen gebaut wurde“, wie sie es nannte. Das mit Antiquitäten aus dem 18. Jahrhundert ausgestattete Haus war für die nächsten 40 Jahre ihr Stammsitz. Als Jackie Kennedy im Mai 1967 mit ihren beiden Kindern nach Irland kam, besuchte sie Sybil Connolly dort.
Sybil Connollys Entwürfe waren von irischer Handwerks-Tradition inspiriert. So verwendete sie für ihre Kleider irische Textilien wie plissiertes Taschentuchleinen, Häkelspitze aus Carrickmacross und Tweed aus Donegal. Sie beschäftigte rund 100 Frauen, die zu Hause Tweed und Spitze herstellten. Von dem Taschentuchleinen wurden bis zu neun Meter plissiert, um einen Meter Kleiderstoff zu erhalten. Die Kleider aus diesem Material hatten den Vorteil, dass sie zusammengerollt etwa in einen Koffer gepackt und anschließend faltenlos ausgerollt werden konnten. Da das Lohnniveau damals in Irland sehr niedrig war, war Connolly in der Lage, ihre handgefertigten Kleider zu günstigen Preisen anzubieten.

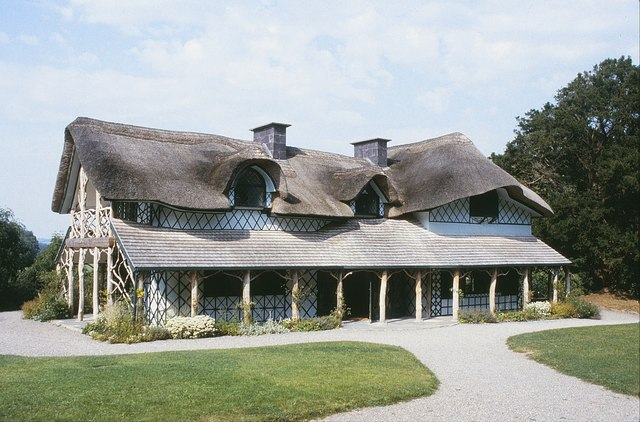
Die Räume des denkmalgeschützten Swiss Cottage in Cahir wurden von Connolly neu gestaltet

Sybil Connolly hatte dem Vernehmen nach mehrere Beziehungen mit Männern, blieb aber unverheiratet. Der Daily Mail sagte sie 1957: „Im Moment möchte ich meinen Nerz und meine Diamanten selbst kaufen.“ Sie war sehr gläubig und ließ jede Kollektion vor ihrer Präsentation von einem Priester segnen. Auch entwarf sie neue Habits für drei Nonnenorden; Mönche der walisischen Trappistenabtei Caldey kreierten ein Parfüm in ihrem Auftrag.
Schließlich ließ die Popularität von Sybil Connollys Mode nach, da sie den neuen Trends nicht folgte und ihrer eigenen Linie treu blieb; so lehnte sie Miniröcke und Hosen ab. Im Februar 1959 hieß es in einer Rezension der New York Times, dass Sybil Connollys jüngste Kollektion „Tweeds zeigte, wie sie es immer getan hat und immer tun wird“. Noch bei der Kollektion von 1992 vertrat sie ihren Stil.
Ab den 1980er Jahren wandte sich Connolly der Innen- und Gartenarchitektur zu: So war sie für die Neuausstattung des unter Denkmalschutz stehenden Swiss Cottage in Cahir, County Tipperary, verantwortlich, das dem Architekten John Nash zugeschrieben wird. Sie verfasste Bücher über irische Häuser und Gärten und entwarf Tapeten, Stoffe, Glas und Keramik für Unternehmen wie Tipperary Crystal und Tiffany & Co.
Sybil Connolly starb am 6. Mai 1998 in Dublin an einem Herzanfall. Im Nachruf auf „die erfolgreichste Modeschöpferin Irlands“ im Independent hieß es: „Sie war eine wunderbare Gastgeberin, eine großartige Perfektionistin und zudem voller Humor.“ Sie wurde auf dem Deansgrange Cemetery bestattet. Der frühere Taoiseach (Premierminister) Jack Lynch bezeichnete Sybil Connolly als „einen der Schätze Irlands“.

## Erinnerungen und Ehrungen
Sybil Connolly wurde mit dem Fashion Oscars’ Supreme Award, dem Ambassador Award des Irish Tourist Board und einer Ehrenmitgliedschaft des irischen National College of Art & Design geehrt. 2012 trug die Schauspielerin Gillian Anderson anlässlich der British Academy Film Awards ein Kleid von Connolly aus dem Jahr 1956.
Das Hunt Museum in Limerick verfügt über eine Sammlung von Kleidern, die Sybil Connolly kreierte, sowie über ihr Archiv. Ihre Erben gestatteten dem Museum, ein digitales Museum ihrer Kleider gemeinfrei zu stellen. Ein Porträt von ihr, geschaffen von Simon Elwes, ist im Besitz der National Gallery of Ireland.

## Publikationen
- als Herausgeberin mit Helen Dillon: In an Irish garden. Photographs by Walter Pfeiffer. Longmeadow Press, Stamford CT 1986, ISBN 0-681-20444-3.
- als Herausgeberin: In an Irish house. Photographs by David Davison. Longmeadow Press, Stamford CT 1988, ISBN 0-681-20419-2.
- Irish hands. The making of beautiful crafts. Photographs by David Davison. Hearst Books, New York NY 1994, ISBN 0-688-11011-8.

## Galerie

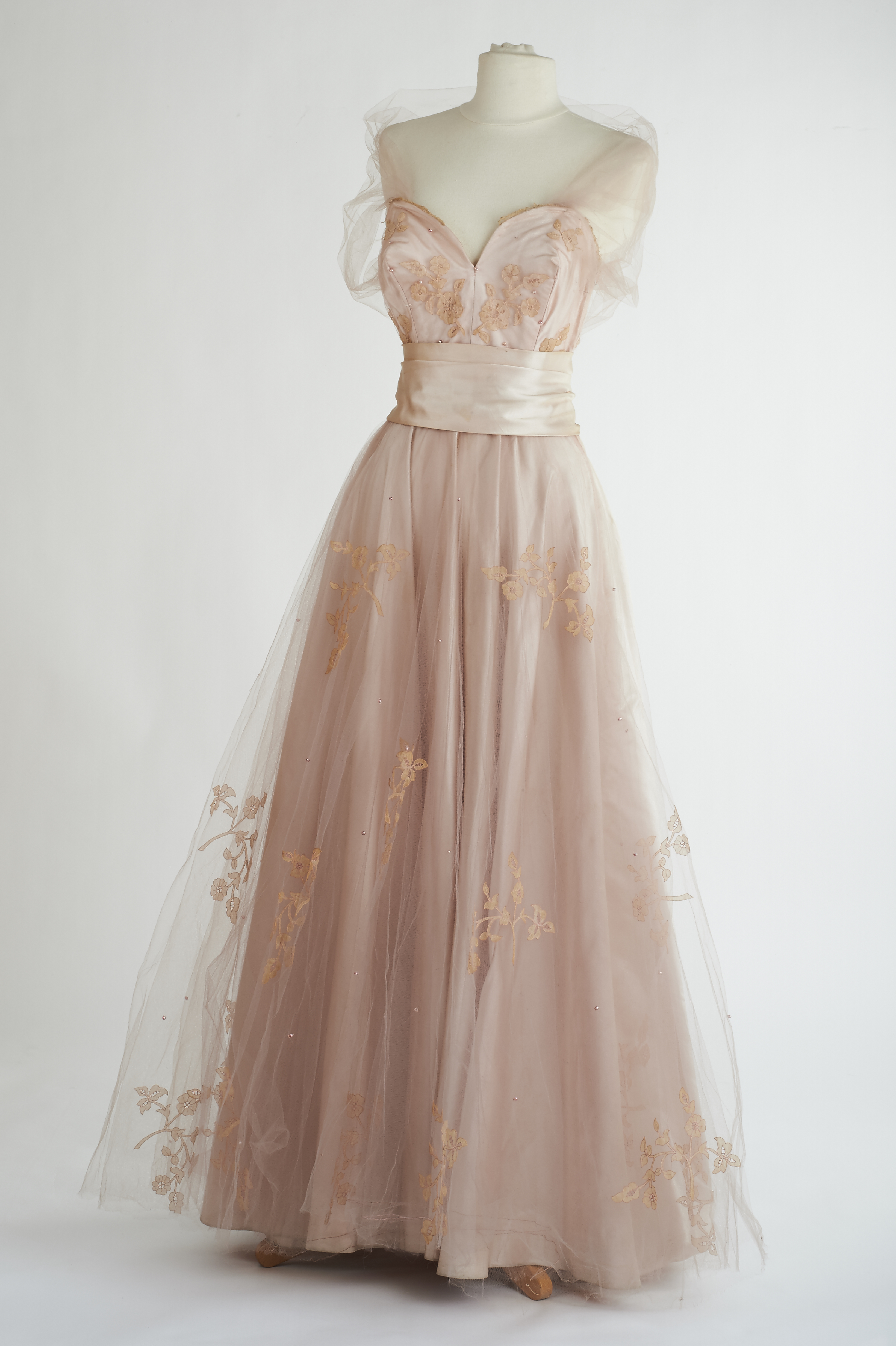
Abendkleid mit Blumenmotiven (ca. 1956)
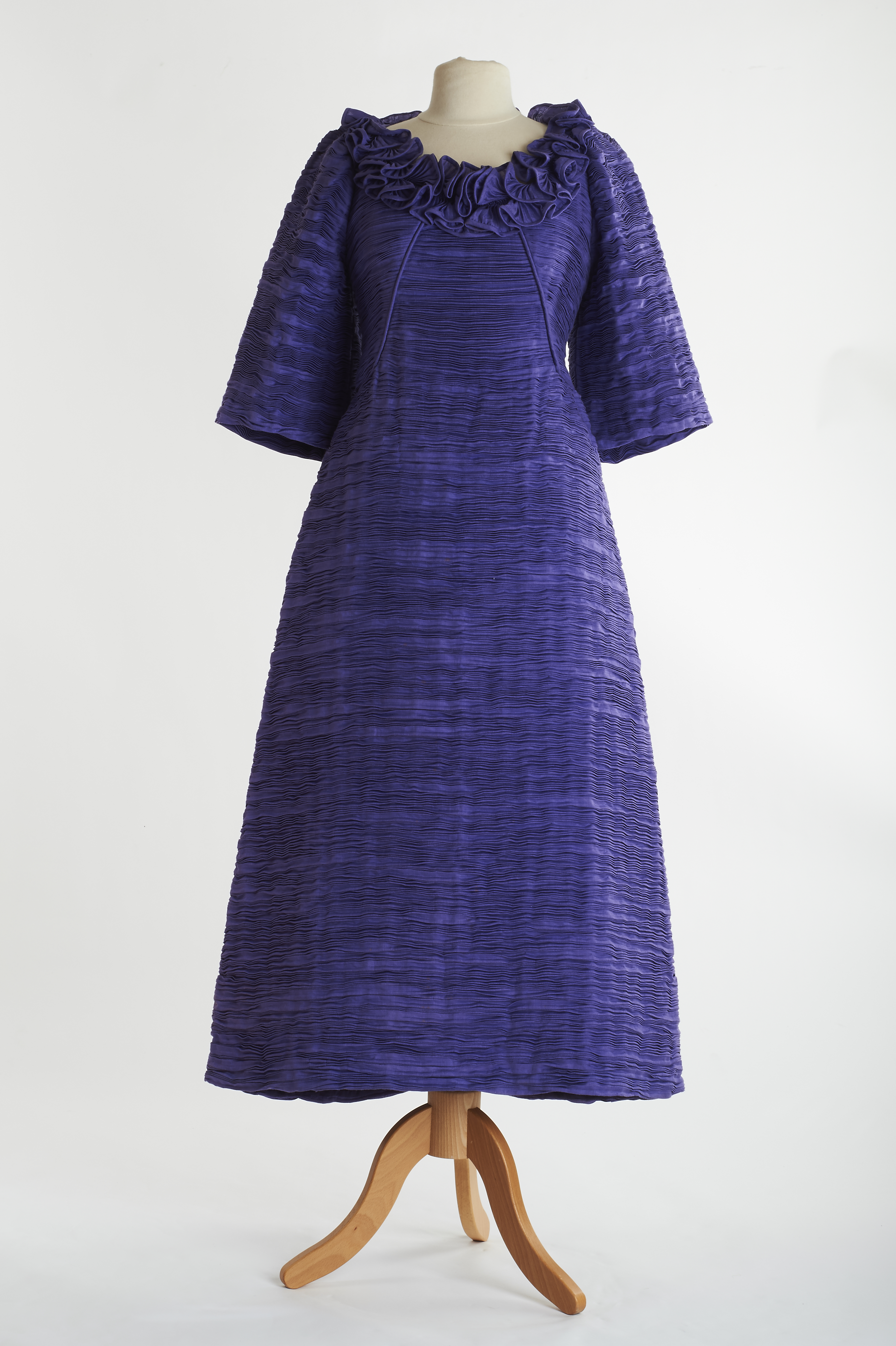
Abendkleid (1970)
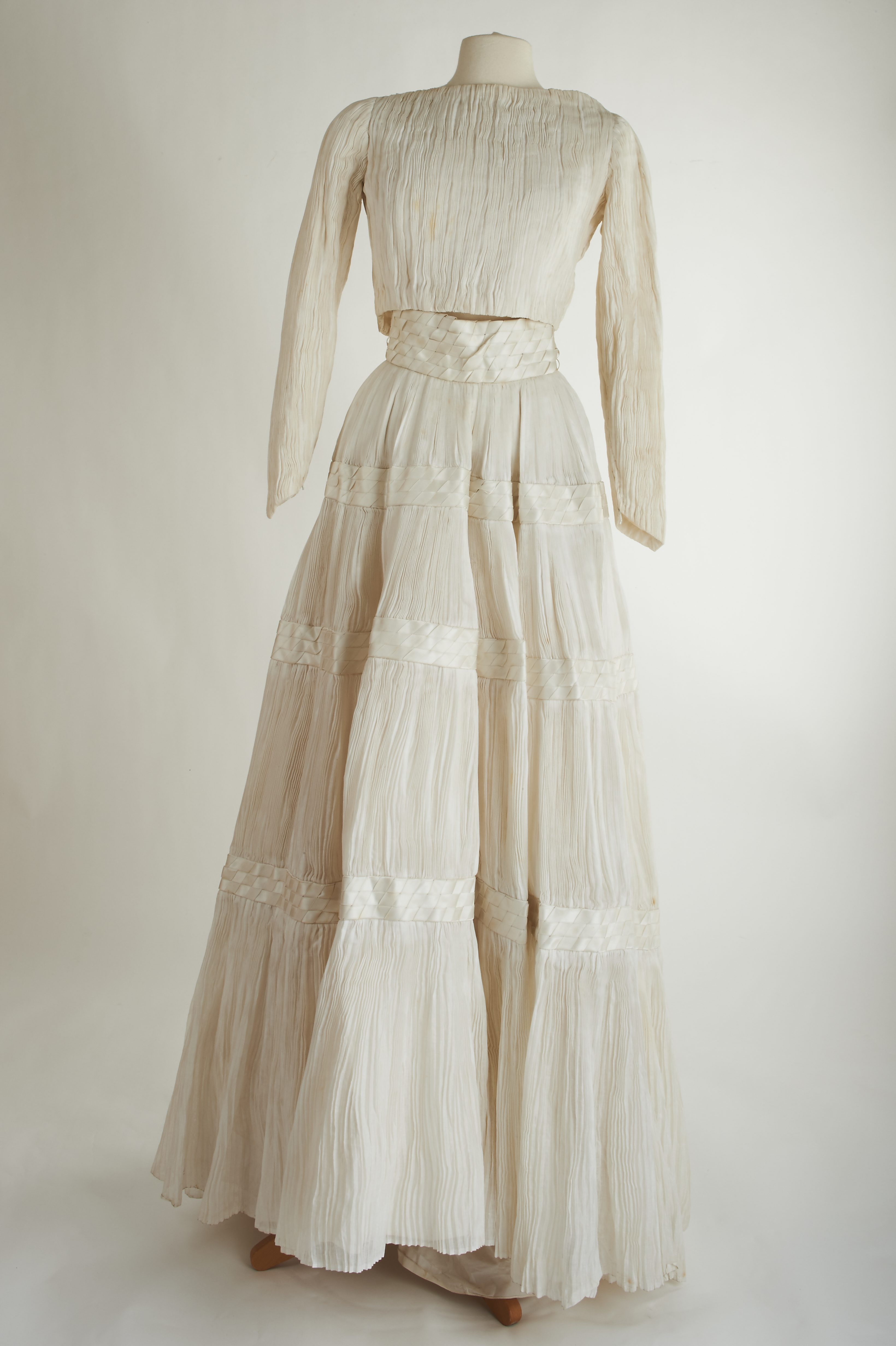
Hochzeitskleid aus Taschentuchleinen
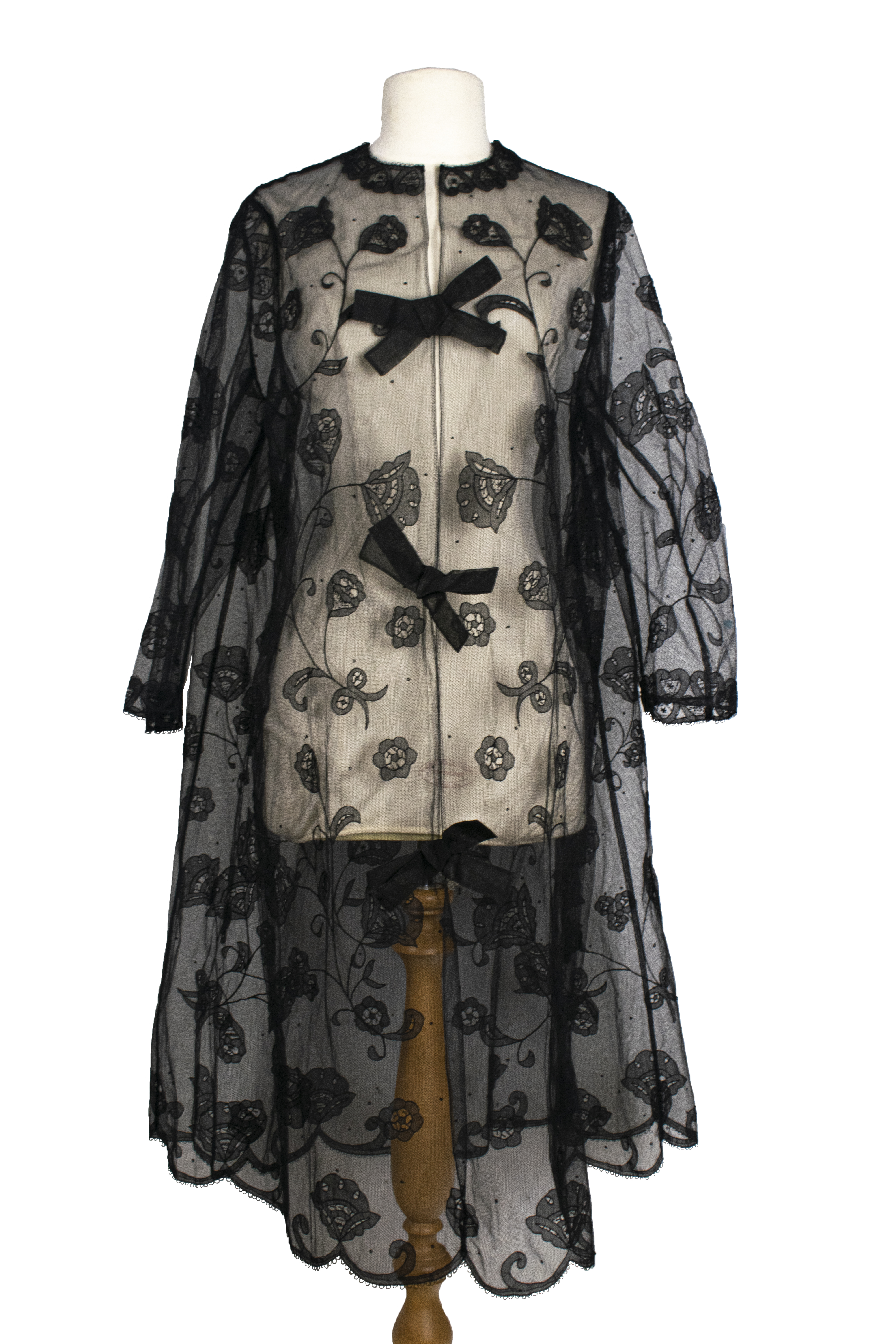
Kaftan (1966)
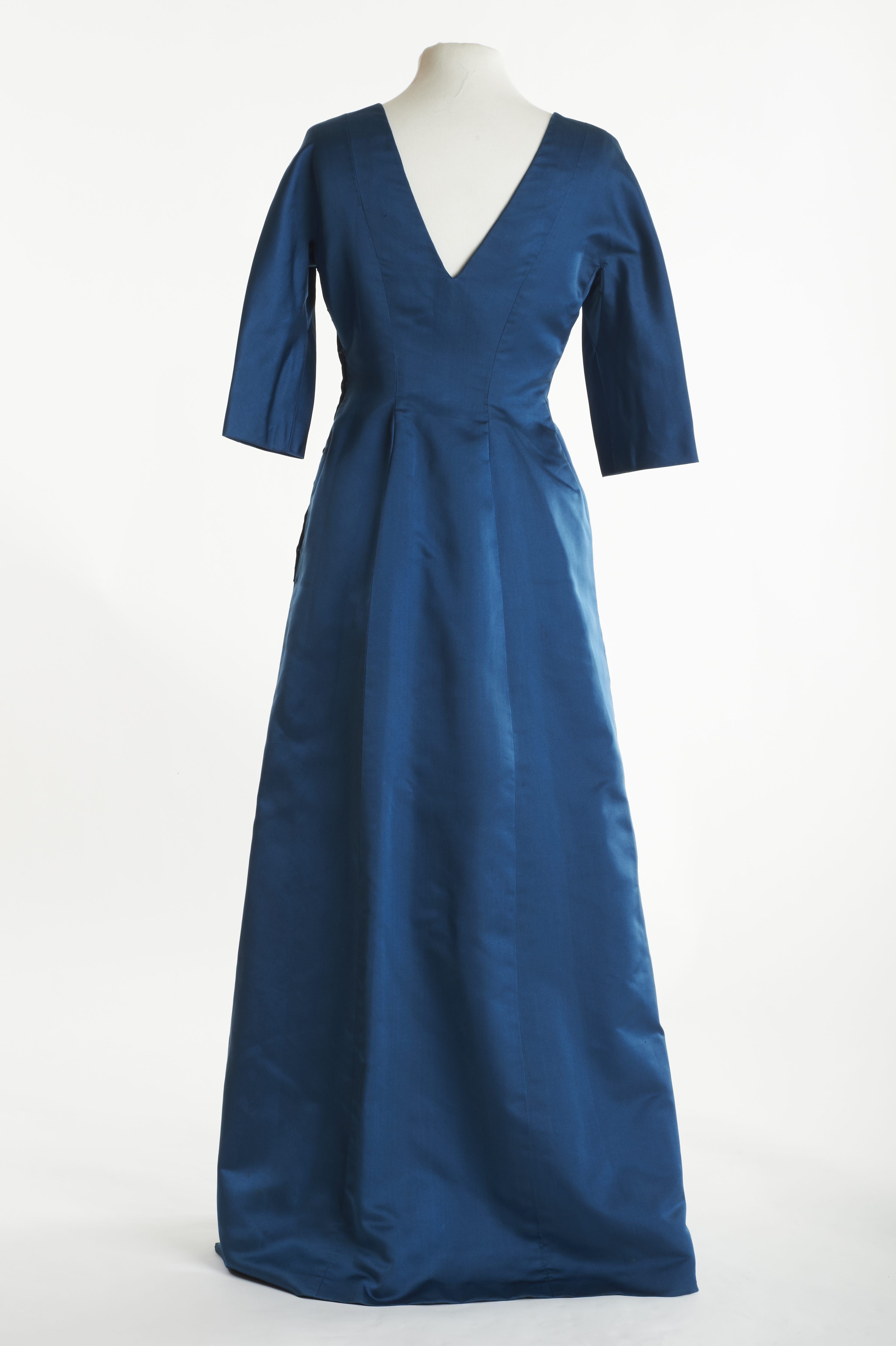
Abendkleid für die Autorin Máire MacNeil
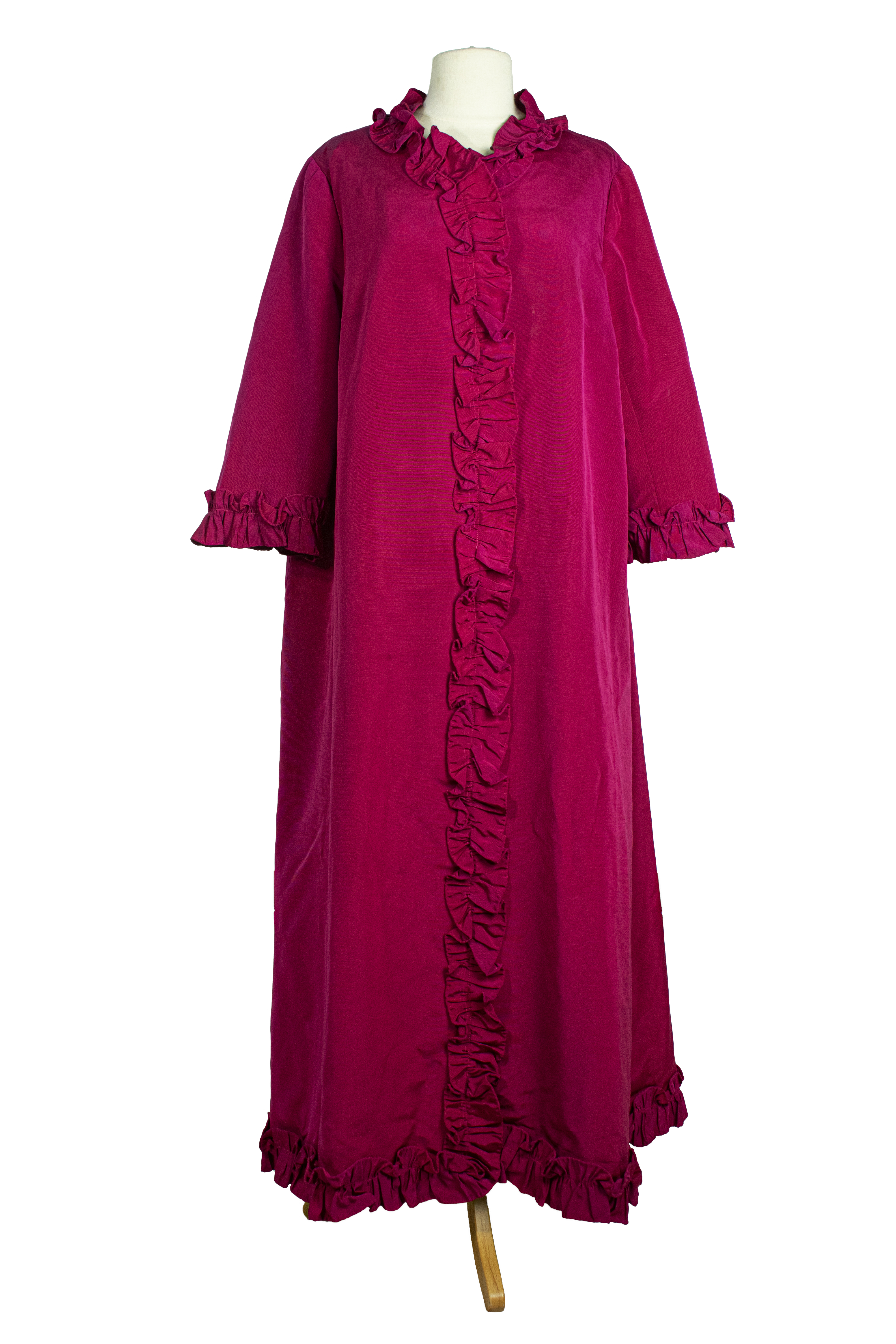
Abendmantel
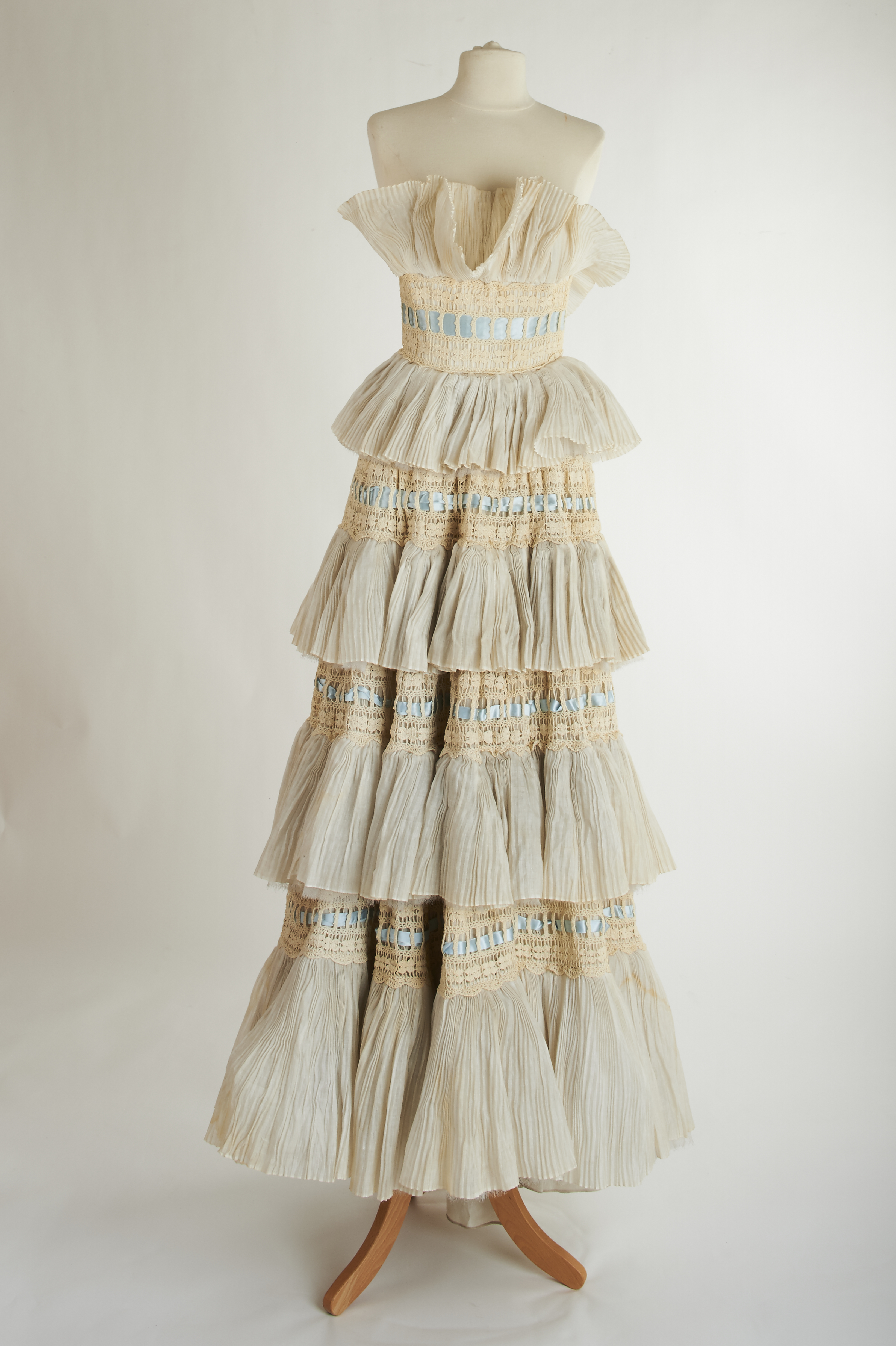
Taschentuchkleid (1957)
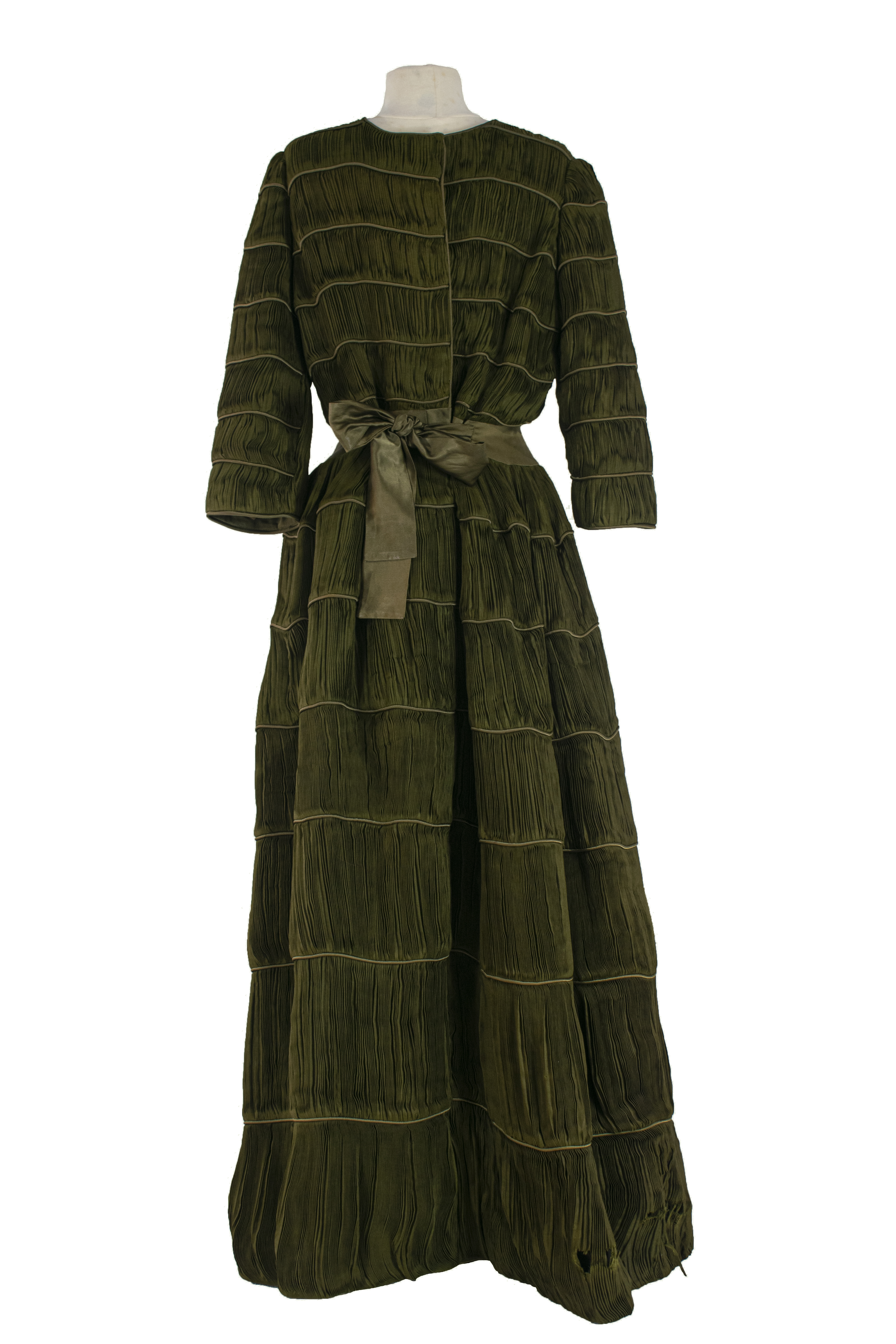
„Irish Moss“ (1958)
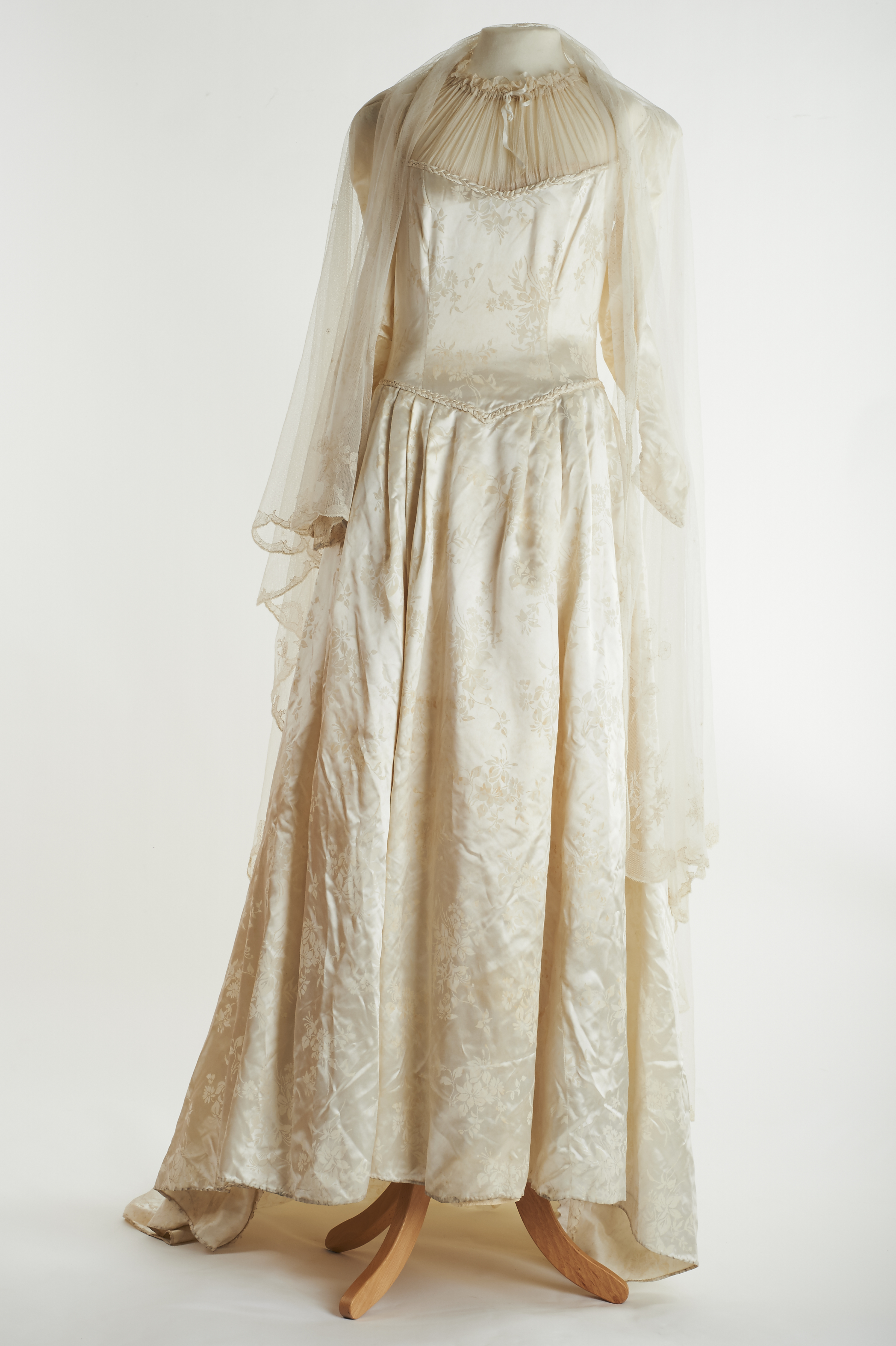
Hochzeitskleid (1945)